# NGC 7140
NGC 7140 (NGC 7141) je prečkasta spiralna galaktika u zviježđu Indijancu. Naknadno je utvrđeno da je NGC 7141 ista galaktika.

## Vanjske poveznice
- (engl.) SEDS: NGC 7140
- (engl.) Hartmut Frommert: Revidirani Novi opći katalog
- (engl.) Izvangalaktička baza podataka NASA-e i IPAC-a
- (engl.) Astronomska baza podataka SIMBAD
- (engl.) VizieR
- DSS-ova slika NGC 7140  Arhivirana inačica izvorne stranice od 30. ožujka 2016. (Wayback Machine)
- (engl.) Auke Slotegraaf: NGC 7140 Deep Sky Observer's Companion
- (engl.) Courtney Seligman: Objekti Novog općeg kataloga: NGC 7100 - 7149